# Аратор

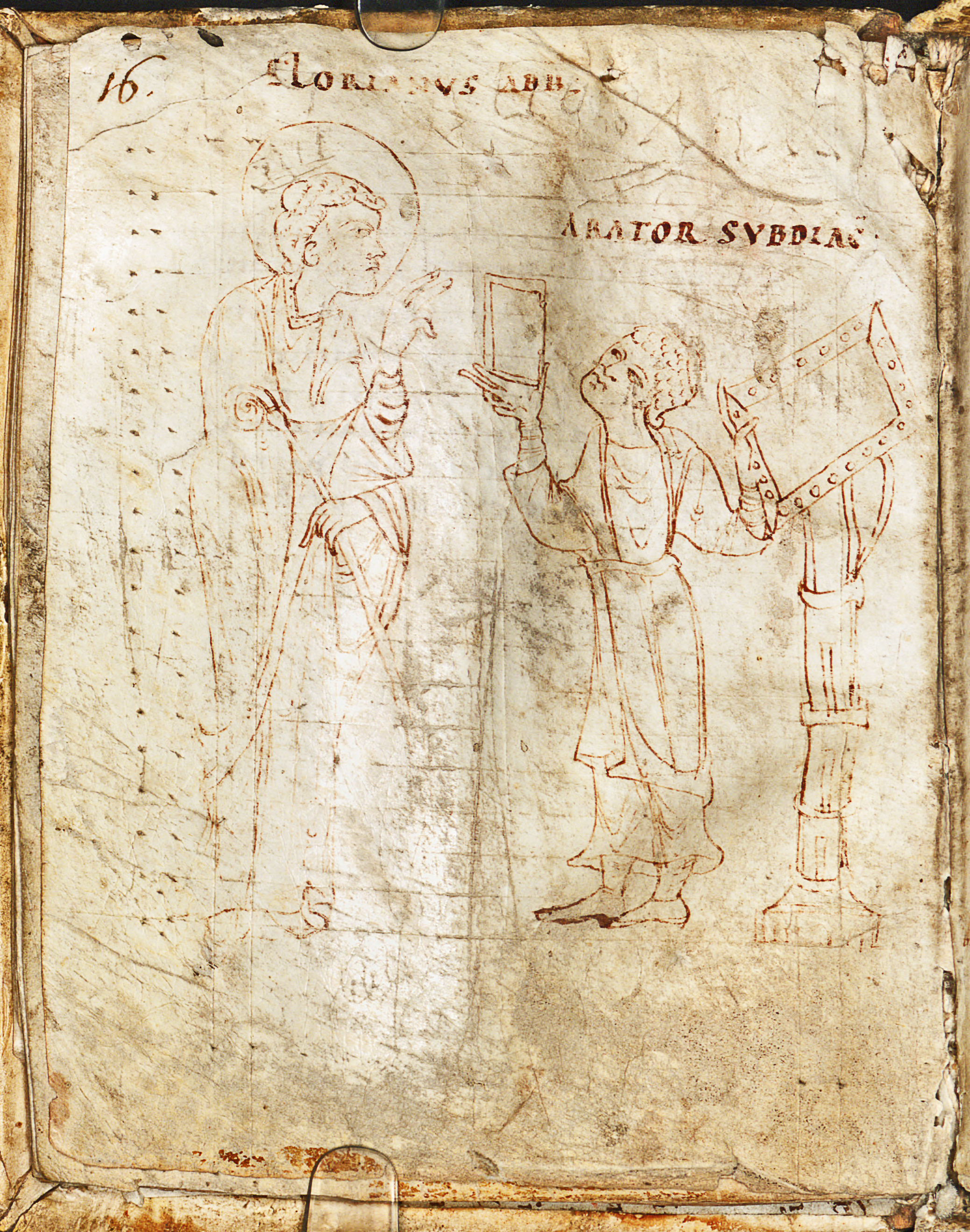
Аратор передает свою поэму для поверки Флориану (настоятелю монастыря близ Милана). Иллюстрация из рукописи конца X века (hdl.loc.gov/loc.wdl/wdl.14685)

Аратор (лат. Arator) — юрист, христианский писатель и поэт середины VI века.

## Биография
Аратор родился в Лигурии на северо-западе Италии. В городе Милане, под патронажем епископа Лаврентия и Эннодия получил хорошее образование, изучал юриспруденцию, после чего поступил на службу к остготскому правительству, где добился известности как адвокат и оратор. Когда началась война между Византией) и Остготским королевством, Аратор удалился от политической жизни, избрав путь духовного совершенствования.
Папа римский Вигилий сделал его субдиаконом в городе Риме.
Около 544 года Аратор написал дидактическую поэму об апостолах Петре и Павле: «De Actibus Apostolorum libri II» (О деяниях апостолов в двух книгах). Поэма была посвящена папе Вигилию, и имела большой успех, так что по просьбе Вигилия автор прочитал её публично в церкви San Pietro in Vincoli в Риме. Чтение продолжалось четыре дня, поскольку поэту пришлось повторить многие отрывки по просьбе слушателей.
В поэме отражается существовавшая уже в то время тенденция превозношения апостола Петра над апостолом Павлом, но вместе с тем находят подтверждение и такие пункты древнего вероучения, как почитание Богородицы, святых мощей и прочего.
В конце XIX — начале XX века Энциклопедический словарь Брокгауза и Ефрона так охарактеризовал это произведение на своих страницах: «Поэтические достоинства поэмы довольно незначительны. Она сохранилась в многочисленных рукописях и часто была издаваема, между прочим Минем, с полным комментарием („Patrologia, series latina“, т. 68), и А. Huber’ом (Нейссе, 1850)». Однако произведения Аратора были достаточно популярными в Средние века, когда они стали классикой.
Точные даты рождения и смерти Аратора не установлены.